# De Rietschoof
De Rietschoof is een buurtschap in de Nederlandse gemeente Zaltbommel, gelegen in de provincie Gelderland. Het ligt in het zuiden van de gemeente tussen Aalst en Nederhemert-Noord.

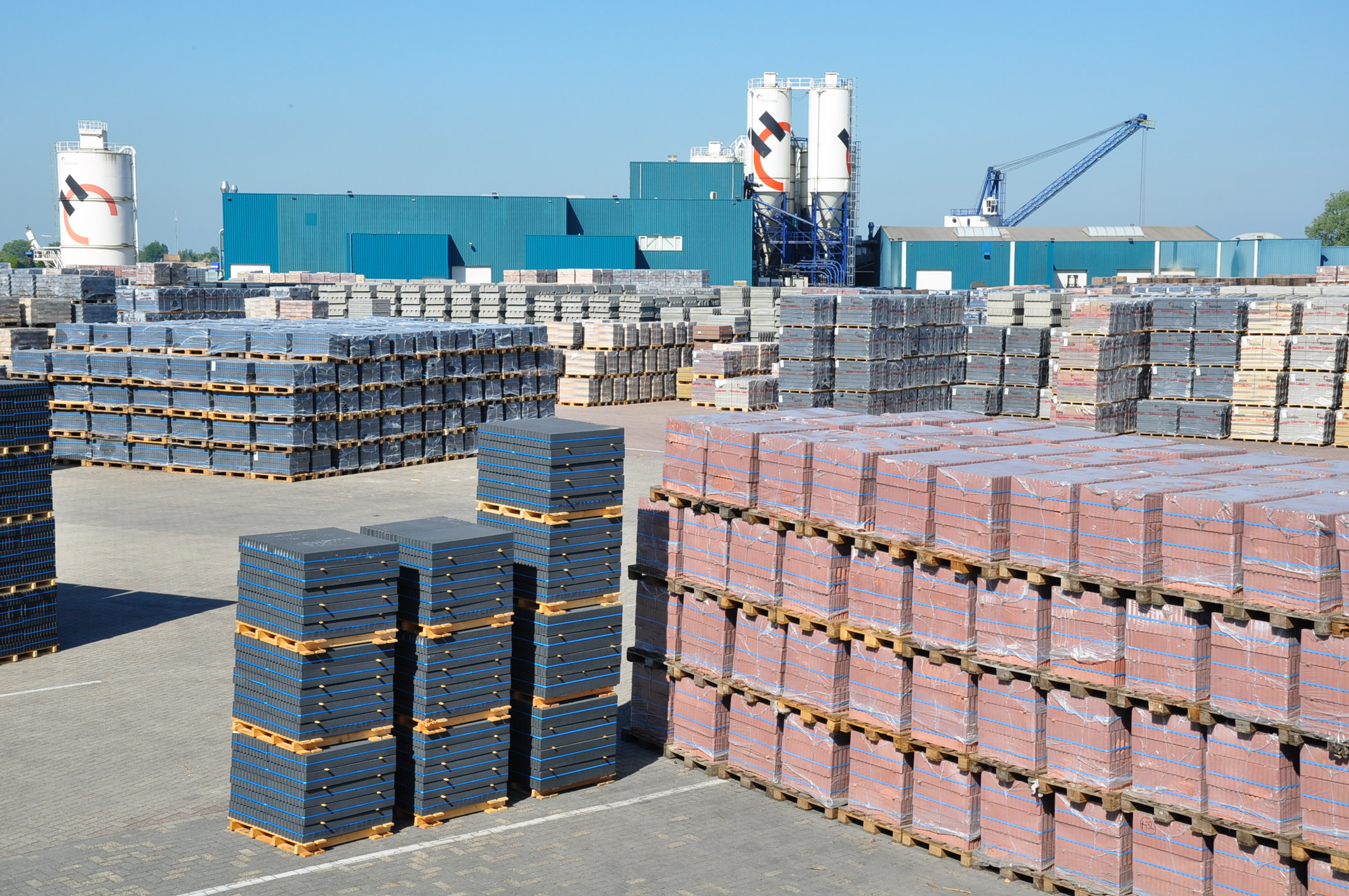
Nabij de Rietschoof ligt een steenfabriek aan de Afgedamde Maas

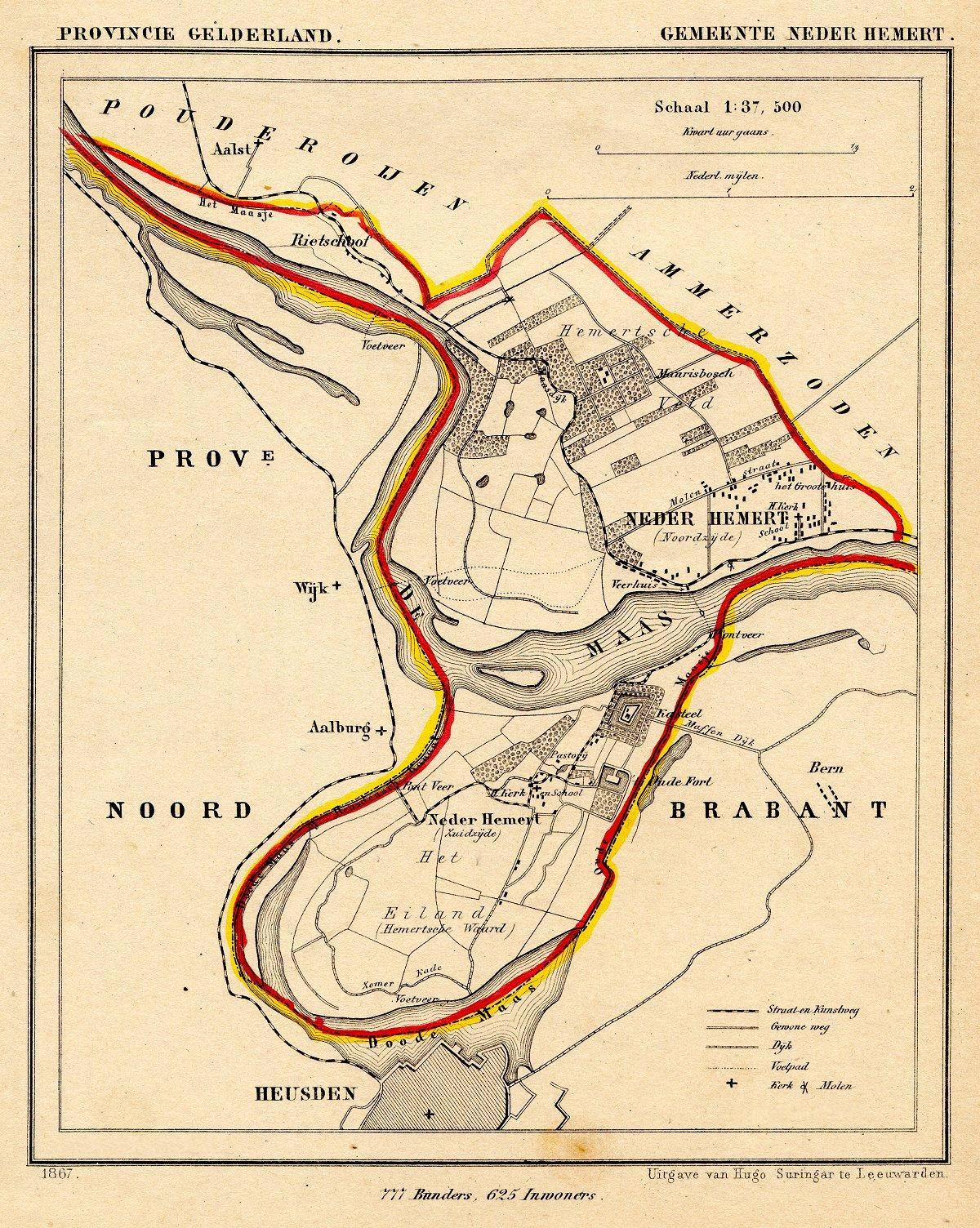
De Rietschoof op een kaart van de voormalige gemeente Nederhemert uit 1867

Dorpen: Aalst · Brakel · Bruchem · Delwijnen · Gameren · Kerkwijk · Nederhemert-Noord · Nederhemert-Zuid · Nieuwaal · Poederoijen · Zaltbommel · Zuilichem

Buurtschappen: Bern · Oensel · Poederoijensehoek · De Rietschoof

Gelderland: Steden en dorpen in Gelderland      Nederland: Provincies · Gemeenten